# Бабічі (Верхошижемський район)
Ба́бічі (рос. Бабичи) — присілок у складі Верхошижемського району Кіровської області, Росія. Входить до складу Верхошижемського міського поселення.
Населення становить 2 особи (2010, 2 у 2002).
Національний склад станом на 2002 рік — росіяни 100 %.